# Octopuss
| Recensione | Giudizio |
| ---------- | -------- |
| AllMusic   |          |

Octopuss è il terzo album solista del batterista britannico Cozy Powell, pubblicato dalla Polydor nel 1983.

## Tracce

### Lato A
1. Up on the Downs – 3:55 (Galley-Powell)
2. 633 Squadron – 4:13 (Ron Goodwin)
3. Octopuss – 5:35 (Hodgkinson-Powell)
4. The Big Country – 2:56 (Moross-Neff-Lewis)

### Lato B
1. Formula One – 3:21 (Galley-Powell)
2. Princetown – 4:37 (Galley-Powell)
3. Dartmoore – 5:41 (Gary Moore)
4. The Rattler – 2:57 (Coverdale-Powell)

## Formazione
- Cozy Powell - batteria
- Colin Hodgkinson - basso
- Mel Galley - chitarra (sul lato A)
- Gary Moore - chitarra (sul lato B)
- Jon Lord - tastiere
- Don Airey - tastiere

con:
- Bruce Payne e John Makepeace - produzione
- Mike Johnson e Nick Griffits - ingegneria e missaggio